# 陸上総隊司令官
陸上総隊司令官（りくじょうそうたいしれいかん、Commander in Chief, Ground Component Command）とは、陸上自衛隊陸上総隊の指揮官で、防衛大臣の指揮監督を受け、陸上総隊の隊務を統括する。政令で規定される指定職5号の役職であり、原則方面総監を経験した陸将の階級にある自衛官をもって充てられ、事実上陸上幕僚長に次ぐ第2位の地位にある陸上自衛隊の役職である。
2019年9月、10月に千葉県の房総半島（東部方面区）および東北方面区に甚大な被害をもたらした令和元年房総半島台風、令和元年東日本台風においては5例目となる災統合任務部隊指揮官を務めるとともに、陸上総隊創設以前は東部方面総監であった中央観閲式の執行者も務めるなど、母体となった中央即応集団司令官から大幅に権力が強化されている。その特性上、原則として方面総監の地位にあるものが就任する。

## 歴代陸上総隊司令官
| 代 | 氏名     | 在職期間                        | 出身校・期          | 前職               | 後職                   |
| -- | -------- | ------------------------------- | ------------------- | ------------------ | ---------------------- |
| 01 | 小林茂   | 2018年03月27日 - 2018年07月31日 | 防大27期            | 中央即応集団司令官 | 退職 →東京都危機管理監 |
| 02 | 住田和明 | 2018年08月01日 - 2019年08月22日 | 防大28期            | 東部方面総監       | 退職                   |
| 03 | 髙田克樹 | 2019年08月23日 - 2020年04月14日 | 防大29期            | 東部方面総監       | 退職                   |
| 04 | 吉田圭秀 | 2020年04月15日 - 2021年03月25日 | 東京大学 昭和61年卒 | 北部方面総監       | 陸上幕僚長             |
| 05 | 前田忠男 | 2021年03月26日 - 2023年03月29日 | 防大31期            | 北部方面総監       | 退職                   |
| 06 | 竹本竜司 | 2023年03月30日 - 2024年03月27日 | 生徒26期・ 防大31期 | 西部方面総監       | 退職                   |
| 07 | 山根寿一 | 2024年03月28日 - 2025年03月23日 | 防大33期            | 西部方面総監       | 退職                   |
| 08 | 小林弘樹 | 2025年03月24日 -                | 防大34期            | 中部方面総監       |                        |